# Famille Pavlenichvili
La famille Pavlénichvili (en géorgien : ფავლენიშვილი) est une ancienne famille princière géorgienne. Descendants de la tige Mkhargrdzéli-Zachariades, qui appartenait à la dynastie Karen-Pahlav, un des sept grands clans parthes. 
Il existe une version selon laquelle le nom de famille Pavlenichvili-Mkhargrdzeli dérive du dernier shahanshah de la dynastie Sassanides Yazdgard III.
Inscription dans la Liste des Princes (en Ibérie) 24 juillet 1783. Confirmation russe du titre de prince ou princesse Pavlénoff (Pavlenichvili) en 1783 et 1850. Inscription russe Павленов (Pavlénoff).
Il existe plusieurs versions de l'origine de la racine Pavleni. L'une nous dit que cette racine dérive du nom de château de "Pavneli", et par conséquent - Pavnelichvili, forme plus récente - Pavlenichvili. Une autre version propose que pavni proviendrait de phavneli (de Pahlavouni - Pahlavi). Et, d'après une troisième hypothèse, le nom dériverait de Palveni-Pavleni, du prince Phalvena Mkhargrdzeli (1244), qui fut enlevé par des Ossètes et élevé chez le prince Thagauri.
Le poète géorgien Mikhail Pavlenichvili appartenait à cette famille.
La musicienne française Nino Pavlenichvili appartient à cette famille.